# Edward Bruce
Edward Bruce (Gaèlic medieval:Edubard a Briuis;  Gaèlic escocès modern: Eideard Bruis/Iomhair Bruis), (c. 1280 - 14 d'octubre de 1318) va ser germà de Robert I d'Escòcia. Va donar suport al seu germà en la seva lluita per governar el Regne d'Escòcia. Es va convertir després en l'últim Gran rei d'Irlanda, però eventualment va ser derrotat] i mort en batalla. Va ostentar també el títol escocès de Comte de Carrick.

## Primers anys
Edward va ser un dels 5 fills de Robert de Brus i Marjorie, Comtessa de Carrick. Ell i Niall, (també conegut com a Nigel) van ser el segon i el tercer germà. La seva data de naixement és desconeguda, però probablement no va ser gaire després del naixement del seu germà Robert el 1274, ja que el 1307 ja era prou adult com per lluitar a l'exèrcit i comandar el seu propi escamot no molt de temps després. Sean Duffy, especialista en història medieval d'Irlanda, suggereix que possiblement va ser enviat a Irlanda quan era un nen, ja que era una pràctica molt habitual en la cultura gaèlica la d'enviar els fills a ésser educats per altres famílies. Aquesta experiència possiblement influiria en la seva trajectòria futura.
Edward va lluitar de costat amb Robert durant la seva lluita pel tron d'Escòcia. Els tres germans menors de la família Bruce, Niall, Thomas i Alexander van morir durant aquest període, després d'haver estat capturats pels anglesos, però Edward va sobreviure. Va complir un important rol capturant i demolint fortaleses angleses al sud-oest d'Escòcia. Va ser ell qui va fer un pacte amb el governador anglès del Castell de Stirling, que va conduir els anglesos a formar un fort exèrcit per alliberar el castell. Aquesta contraofensiva va ser la causa de la batalla de Bannockburn, entre el 23 i el 24 de juny de 1314, en la qual Edward va comandar un «schiltron» escocès.
En algun moment entre 1309 i 1313, Edward va ser nomenat Comte de Carrick, un títol anteriorment a les mans del seu avi matern Niall de Carrick, la seva mare i el seu germà gran.

## Guerres d'Irlanda

### La campanya de 1315
El 1315, Escòcia es trobava en plena guerra d'independència amb Anglaterra. Els avenços anglesos havien col·locat els escocesos en una posició difícil, en aconseguir reconquistar l'illa de Man i obrir una porta d'entrada a Escòcia des del sud-oest.
Davant aquesta situació, i aprofitant el requeriment de Domnhall Mac Brian O'Neill, rei de Tyrone,  Robert Bruce va enviar un contingent a Irlanda encapçalat per Edward per tractar d'obrir un segon front i afeblir la pressió anglesa sobre Escòcia.
Edward va desembarcar en Larne el 26 de maig de 1315, on va ser rebut per nombrosos nobles irlandesos de l'Ulster que el van aclamar com a rei i li van jurar fidelitat. Durant l'estiu d'aquest any, les tropes dels escocesos i els seus aliats irlandesos van marxar cap al sud, derrotant els anglesos i anglo-irlandesos en diverses batalles, encara que mai no van ser capaços d'amenaçar realment la posició anglesa al sud de l'illa. Al novembre d'aquest any, va derrotar un exèrcit anglès comandat per Roger Mortimer, comte de March, a la batalla de Kells, després del que es va retirar a les seves casernes d'hivern.

## 1316-1317. Passa de fam
Els dos anys següents van estar marcats per un equilibri de forces. Encara que els èxits militars d'Edward Bruce van prosseguir, els anglo-irlandesos no cedien terreny. Per complicar encara més la situació, 1316 i 1317 van ser anys d'una climatologia terriblement adversa, el que, al costat de la situació de guerra, va acabar estenent la plaga i la passa de fam entre la població civil. D'altra banda, les accions d'Edward Bruce van estar marcades per una contundència notable, atacant i saquejant les possessions d'aquells que no eren aliats seus, el que a l'últim, va crear una hostilitat general cap a ell entre els irlandesos.
El 1317, els nobles irlandesos aliats de Bruce van enviar una missiva al papa Joan XXII en què demanaven la revocació de la butlla Laudabiliter i renovaven la seva adhesió i suport a Edward Bruce com a rei d'Irlanda, encara que sense resultats.

### 1318 i la batalla de Faughart
Després de dos anys de guerra, fam i malaltia, els dos exèrcits es trobaven molt castigats. El 14 d'octubre de 1318, John de Bermingham, al capdavant d'un exèrcit de més de 20.000 hombres va presentar batalla a Edward Bruce a la batalla de Faughart, a prop de Dundalk. Els relats de l'època parlen d'una actuació temerària de Bruce, que se'l va enfrontar amb poc més de 2.000, el que va resultar en una total derrota i mort de l'escocès, donant fi així a la guerra.

## Família
Edward va estar probablement casat amb Elisabet de Strathbogie, filla del comte d'Atholl, de la que va tenir un fill, Alexander de Brus, que heretaria els títols del seu pare. Després de la mort d'Elisabet, es va pensar en un matrimoni amb Isabelle de Ross, però no hi ha evidència que aquest matrimoni arribés a produir-se, ja que Edward es trobava lluitant a Irlanda en aquesta època.